# Kwik Fit
Kwik Fit est une entreprise écossaise, leader européen de l'entretien et réparation rapide automobile, dont le siège est situé à Broxburn, West Lothian en Écosse. 

## Historique
- 1971 : ouverture du 1er centre Kwik Fit à Édimbourg en Écosse.
- 1973 : ouverture du 1er centre Kwik Fit aux Pays-Bas.
- Entre 1995 et 1999 : acquisition de 16 centres en Écosse, rebaptisés Budget Tyres and Exhausts ainsi que d'autres acquisitions locales.
- 1999 : acquisition de 570 centres en rachetant Speedy en France et Pit-Stop en Allemagne, entreprises d'entretien et réparation rapide automobile spécialistes sur les secteurs de l'échappement, des suspensions, du pneu, de la lubrification.
- 1999 : le groupe Kwik Fit est acheté par Ford Motor Company pour 1 milliard de $.
- 2002 : Ford Motor Company décidant de se concentrer sur son cœur de métier vend le groupe Kwik Fit au fonds d'investissement PAI partners.
- 2011 : le fonds d'investissement PAI partners cède le groupe Kwik fit au japonais Hitoshu corporation.

## Enseignes du groupe
Kwik Fit appartient à Itoshu Corporation, et est présent :
- au Royaume-Uni avec Kwik Fit,
- aux Pays-Bas avec Kwik-Fit Netherlands
- en Allemagne avec Pit-Stop.

Chaque année, Kwik Fit accueille près de 8,5 millions d'automobilistes dans ses 2000 garages à travers l'Europe.
Kwik Fit était auparavant présent en France avec Speedy. Hitoshu Corporation souhaitant avant tout opérer des synergies entre les actifs britanniques de Kwik Fit et sa filiale distribution de pneus Stapleton's, le groupe japonais a revendu Speedy en octobre 2011 à un collectif de cadres mené par le président de Speedy Jacques Le Foll, dans le cadre d'un « management buy out ».